# Museu Nacional de Malàisia
El Museu nacional de Malàisia o Museu nacional (en malai: Muzium Negara) és un museu situat a Jalan Damansara a la ciutat de Kuala Lumpur, a Malàisia. El museu està situat molt a prop dels Jardins del Llac Perdana i proporciona una visió general de la història i la cultura de Malàisia. Muzium Negara és una estructura palatina construïda en l'estil de Rumah Gadang, un aspecte de l'arquitectura de Minangkabau. La seva façana consta d'elements de característiques tradicionals malais i moderns. Muzium Negara va ser inaugurat el 31 d'agost de 1963, i serveix com a dipòsit de la riquesa del patrimoni cultural i històric de Malàisia.